# Historique du parcours européen des Leicester Tigers

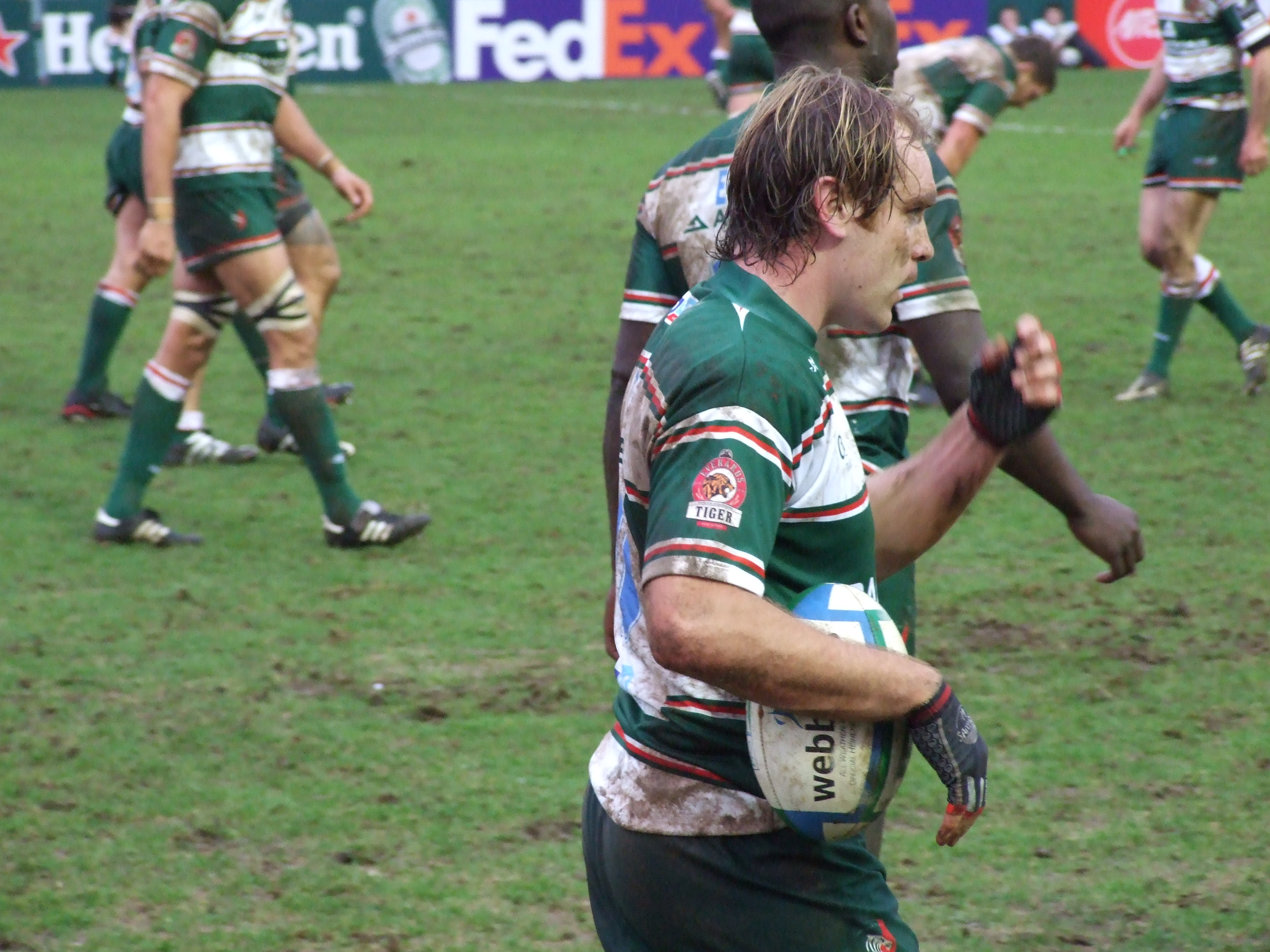
Andy Goode pendant le match de Coupe d'Europe 2007-2008 Leicester-Leinster.

Le parcours européen des Leicester Tigers est l'histoire des participations des Leicester Tigers, équipe de rugby à XV de Leicester, à la Coupe d'Europe depuis 1997.
Les Tigers ont souvent brillé au niveau européen depuis la création en 1996, puisqu'ils terminent finalistes de la première édition qu'ils disputent, avant de l'emporter à deux reprises. Finalistes malheureux en 2007 et 2009, ils ont cependant toujours disputé la « grande » Coupe d'Europe (par opposition au Challenge européen). Ils ont été absents à deux reprises en raison de la non-participation des clubs anglais à deux éditions.
Les Leicester Tigers entament en 2010-2011 leur quatorzième participation en Coupe d'Europe.

## Historique

### 1995-1996
Le rugby à XV est l'un des derniers sports collectifs majeurs à se doter d'une compétition européenne interclubs en 1995. La Coupe d'Europe de rugby à XV a été créée en 1995 par le Comité des cinq nations « afin de proposer un nouveau niveau de compétition professionnelle transfrontalière ». Douze équipes représentant l'Irlande, le pays de Galles, l'Italie, la Roumanie et la France, s'affrontent en quatre poules. Le premier de poule est qualifié pour les demi-finales. Les équipes anglaises et écossaises n'y participent pas. Au fil des rencontres, la compétition gagne en intérêt, le public se montre plus nombreux. Toulouse devient le premier champion en battant Cardiff RFC 21-18 après prolongations devant les 21 800 spectateurs de l'Arms Park. Ce club gallois a été créé en 1876, il se bâtit la réputation d'un des plus grands clubs de rugby au monde, notamment grâce à ses victoires face aux équipes de l'hémisphère sud en tournée dans les îles britanniques : la Nouvelle-Zélande, l'Afrique du Sud sont tombées au moins une fois à l'Arms Park, tandis que l'Australie n'a jamais réussi à vaincre en pas moins de six tentatives. Le match est intense et lance véritablement la Coupe d'Europe.

### 1996-1997
La Coupe d'Europe de rugby à XV 1996-1997 réunit des clubs irlandais, italiens, écossais, gallois, français et pour la première fois des clubs anglais. Du coup, le petit poucet de la première édition, le club roumain champion de la divizia A, disparaît de la compétition et est intégré au Challenge européen qui est disputé pour la première fois cette année-là.
Les formations s'affrontent dans une première phase de poules. Il y a quatre poules de cinq clubs qui se rencontrent tous une fois. Chaque club joue quatre matches (deux à la maison et deux à l'extérieur). Les deux premiers de chaque poule sont qualifiés pour la phase suivante. La suite de la compétition, à partir des quarts de finale, est par élimination directe jusqu'à la finale et la désignation du champion.
Leicester est versé dans la poule D avec la Section paloise, le Leinster, Llanelli RFC et les Scottish Borders. Le 16 octobre 1996, les Tigers se déplacent en Irlande, ils l'emportent 27-10 à Lansdowne Road contre le Leinster. Le 19 octobre, à Welford Road, les Anglais s'imposent 43-3 contre les Borders. Une semaine plus tard, le 26 octobre au Stade du Hameau, la Section paloise est battue 14 à 19 ce qui permet aux Leicester Tigers de se qualifier. Ils l'emportent 25-16 contre Llanelli RFC pour le dernier match de poule. Le quart-de-finale est un duel anglais où Leicester l'emporte 23-13 contre Harlequins avec dix-huit points de Rob Liley, un essai de Richard Cockerill. Le trio Graham Rowntree (A), Richard Cockerill (B), Darren Garforth (C) est la base ABC du pack des Leicester Tigers et ils possèdent tous le niveau international. En demi-finale, contre le champion en titre, le Stade toulousain, les Tigres sont impressionnants, ils s'imposent 37-11, cinq essais contre un seul inscrit à la quatre-vingtième minute par Michel Marfaing. Cette équipe solide (Rory Underwood, Austin Healey, Martin Johnson, Dean Richards) sera pourtant battue par CA Brive 28-9 lors de la finale. 
Coupe d'Europe :
|                  | Tour                          | Club             | Match | Club             |   |
| ---------------- | ----------------------------- | ---------------- | ----- | ---------------- | - |
| 16 octobre 1996  | Phase de poules, poule B : J2 | Leinster         | 10-27 | Leicester Tigers | 1 |
| 19 octobre 1996  | Phase de poules, poule B : J3 | Leicester Tigers | 43-3  | Scottish Borders | 2 |
| 26 octobre 1996  | Phase de poules, poule B : J4 | Section paloise  | 14-19 | Leicester Tigers | 3 |
| 2 novembre 1996  | Phase de poules, poule B : J5 | Leicester Tigers | 25-16 | Llanelli RFC     | 4 |
| 16 novembre 1996 | Quart-de-finale               | Leicester Tigers | 23-13 | Harlequins       | 5 |
| 4 janvier 1997   | Demi-finale                   | Leicester Tigers | 37-11 | Stade toulousain | 6 |
| 25 janvier 1997  | Finale                        | CA Brive         | 28-9  | Leicester Tigers | 7 |

Classement de la poule B :
| Place | Club             | Pts | J | V | N | D | Pts + | Pts - | Essais + | Essais - | Diff. |
| 1er   | Leicester Tigers | 8   | 4 | 4 | 0 | 0 | 114   | 43    | 14       | 3        | +11   |
| 2e    | Llanelli RFC     | 4   | 4 | 2 | 0 | 2 | 97    | 81    | 9        | 9        | 0     |
| 3e    | Leinster         | 4   | 4 | 2 | 0 | 2 | 86    | 109   | 9        | 12       | -3    |
| 4e    | Section paloise  | 2   | 4 | 1 | 0 | 3 | 137   | 103   | 19       | 10       | +9    |
| 5e    | Scottish Borders | 2   | 4 | 1 | 0 | 3 | 80    | 178   | 7        | 24       | -17   |

### 1997-1998
La saison 1997-1998 voit l'introduction des matchs aller et retour, ce qui permet à chaque équipe de disputer six matchs. Les équipes sont réparties en cinq poules de quatre clubs pour la première phase. À la fin de cette première phase, les équipes en tête de leur poule sont directement qualifiées pour les quarts de finale. Les seconds et le meilleur troisième s'affrontent en match de barrage pour l'attribution des quatre places restantes en quart. Les Leicester Tigers retrouvent une connaissance en poule A, le Stade toulousain affronté en 1996-1997, le Leinster et l'Amatori Rugby Milan jouent pour la première fois les Tigres. Le Stade l'emporte à l'extérieur au Leinster alors que Leicester reçoit et gagne les Italiens 26-10, avec la présence de Martin Corry, Michael Horak, Waisale Serevi, Joël Stransky, qui ont rejoint Leicester. Le déplacement en Irlande se solde par une défaite 16 à 9. Le Stade toulousain a donc un avantage, et les Tigres l'emportent à Toulouse 22-17 pour prendre la tête de la poule. Eric Miller inscrit un essai, que transforme Joël Stransky, qui ajoute cinq pénalités. Les Anglais prennent leur revanche sur les Irlandais en inscrivant cinq essais et en remportant la rencontre 47-22 à Welford Road. Le match retour entre les deux premiers de poule voit les Français réussir la même performance que les Tigres à l'aller en l'emportant à l'extérieur 23 à 22. Si Will Greenwood, Waisale Serevi et Neil Back inscrivent trois essais, les Toulousains marquent seulement deux essais par Stéphane Ougier et Romuald Paillat, mais deux pénalités supplémentaires. Leicester gagne en Italie 37 à 29 et doit disputer les barrages pour jouer les quarts de finale. Ce match contre les Écossais de Glasgow est la meilleure performance de Leicester pour le score et le nombre d'essais réalisés. Michael Horak (quatre fois), Joël Stransky (trois fois), Richard Cockerill (deux fois), Austin Healey, Will Greenwood, Leon Lloyd, Martin Corry et Dean Richards inscrivent quatorze essais, dont dix sont transformés par Joël Stransky (trente cinq points), à l'équipe de Gordon Bulloch et Ian Jardine. Le Leicester se qualifie donc et joue au stade du Hameau devant douze mille spectateurs contre la Section paloise de Nicolas Brusque, Philippe Bernat-Salles, David Dantiacq, David Aucagne, Frédéric Torossian, Jean-Michel Gonzales et Thierry Cléda. Les deux équipes se sont affrontées en 1996-1997, les Palois prennent leur revanche 35-18 en inscrivant quatre essais pour deux essais anglais de Neil Back et de Waisale Serevi. Les Palois seront battus en demi-finale par Bath qui devient champion d'Europe, mettant fin à la suprématie française par le plus petit des écarts (19-18).
Coupe d'Europe :
|                   | Tour                          | Club                | Match | Club                |    |
| ----------------- | ----------------------------- | ------------------- | ----- | ------------------- | -- |
| 7 septembre 1997  | Phase de poules, poule A : J1 | Leicester Tigers    | 26-10 | Amatori Rugby Milan | 8  |
| 12 septembre 1997 | Phase de poules, poule A : J2 | Leinster            | 16–9  | Leicester Tigers    | 9  |
| 20 septembre 1997 | Phase de poules, poule A : J3 | Stade toulousain    | 17-22 | Leicester Tigers    | 10 |
| 27 septembre 1997 | Phase de poules, poule A : J4 | Leicester Tigers    | 47-22 | Leinster            | 11 |
| 4 octobre 1997    | Phase de poules, poule A : J5 | Leicester Tigers    | 22-23 | Stade toulousain    | 12 |
| 12 octobre 1997   | Phase de poules, poule A : J6 | Amatori Rugby Milan | 29-37 | Leicester Tigers    | 13 |
| 1er novembre 1997 | Barrage                       | Leicester Tigers    | 90-19 | Glasgow Warriors    | 14 |
| 9 novembre 1997   | Quart-de-finale               | Section paloise     | 35-18 | Leicester Tigers    | 15 |

Classement de la poule A :
| Place | Club                   | Pts | J | V | N | D | Pts + | Pts - | Essais + | Essais - | Diff. |
| 1er   | Stade toulousain       | 10  | 6 | 5 | 0 | 1 | 200   | 121   | 25       | 12       | +13   |
| 2e    | Leicester Tigers (bar) | 8   | 6 | 4 | 0 | 2 | 163   | 117   | 16       | 14       | +2    |
| 3e    | Leinster               | 4   | 6 | 2 | 0 | 4 | 137   | 167   | 15       | 19       | -4    |
| 4e    | Amatori Rugby Milan    | 2   | 6 | 1 | 0 | 5 | 111   | 206   | 15       | 26       | -11   |

### 1998-1999
Les clubs anglais, parmi lesquels Bath, tenant du titre, se retirent volontairement de la compétition pour protester contre son organisation, comme les deux meilleurs gallois. Les formations s'affrontent dans une première phase de poules (quatre poules de quatre équipes en match aller-retour), puis par élimination directe. Les deux premiers de chaque poule sont qualifiés pour les quarts de finale. L'Ulster remporte cette édition.

### 1999-2000
Les Anglais sont de retour pour la saison 1999-2000, le format est de vingt-quatre clubs ou provinces, qui s'affrontent dans six poules de quatre équipes en match aller-retour. Le premier de chaque poule et les deux meilleurs seconds sont qualifiés pour les quarts de finale. Les Leicester Tigers rencontrent de nouveau le Leinster, les Glasgow Warriors et découvrent le Stade français Paris dans la poule 1. Pour le premier match, les Tigres se déplacent en Irlande et ils concèdent une défaite 27-20. Waisale Serevi est parti, Joël Stransky a pris du recul; Tim Stimpson, Geordan Murphy, Pat Howard, Andy Goode, Ben Kay font leur apparition en Coupe d'Europe avec Leicester. Le deuxième match est déjà essentiel et la victoire est impérative. La victoire est au rendez-vous 30-25 contre le Stade français, avec vingt-deux points de Tim Stimpson contre vingt points de Diego Dominguez. La double confrontation contre les Écossais des Glasgow Warriors compromet les chances anglaises car Leicester s'incline 30-17 à l'extérieur, avant de l'emporter 34-21 à domicile. Pour la cinquième journée, le déplacement à Paris doit être couronné d'un succès, pour pouvoir encore se qualifier. Au contraire, la défaite est nette et Leicester est éliminé. Le Leinster et le Stade français peuvent se qualifier comme premier de poule, aussi, le Leinster vient gagner à Leicester pour la dernière journée. Leicester a perdu les trois matchs joués à l'extérieur et un à domicile, c'est sa plus mauvaise campagne européenne.
Coupe d'Europe :
|                  | Tour                          | Club                 | Match | Club                 |    |
| ---------------- | ----------------------------- | -------------------- | ----- | -------------------- | -- |
| 19 novembre 1999 | Phase de poules, poule 1 : J1 | Leinster             | 27-20 | Leicester Tigers     | 16 |
| 27 novembre 1999 | Phase de poules, poule 1 : J2 | Leicester Tigers     | 30-25 | Stade français Paris | 17 |
| 12 décembre 1999 | Phase de poules, poule 1 : J3 | Glasgow Warriors     | 30-17 | Leicester Tigers     | 18 |
| 18 décembre 1999 | Phase de poules, poule 1 : J4 | Leicester Tigers     | 34-21 | Glasgow Warriors     | 19 |
| 8 janvier 2000   | Phase de poules, poule 1 : J5 | Stade français Paris | 38-16 | Leicester Tigers     | 20 |
| 15 janvier 2000  | Phase de poules, poule 1 : J6 | Leicester Tigers     | 10-32 | Leinster             | 21 |

Classement de la poule 1 :
| Place | Club                 | Pts | J | V | N | D | Pts + | Pts - | Essais + | Essais - | Diff. |
| 1er   | Stade français Paris | 8   | 6 | 4 | 0 | 2 | 192   | 109   | 22       | 9        | +13   |
| 2e    | Leinster             | 8   | 6 | 4 | 0 | 2 | 150   | 138   | 12       | 17       | -5    |
| 3e    | Leicester Tigers     | 4   | 6 | 2 | 0 | 4 | 130   | 179   | 14       | 23       | -9    |
| 4e    | Glasgow Warriors     | 4   | 6 | 2 | 0 | 4 | 127   | 173   | 12       | 11       | +1    |

### 2000-2001
Pour la saison 2000-2001, la quatrième campagne européenne de Leicester, les Tigres retrouvent une troisième fois les équipes de la Section paloise et des Glasgow Warriors. Pontypridd RFC complète la poule. Le premier match oppose Leicester à Pau en Angleterre. Damien Traille et Imanol Harinordoquy font leurs débuts dans la grande Coupe d'Europe. La défaite est lourde 46-18, avec quatre essais et vingt-trois points au pied de Tim Stimpson. Leicester enchaîne avec un déplacement victorieux à Glasgow, avec une nouvelle performance de Tim Stimpson. Leicester s'incline 18-11 à Pontypridd, avec onze points de Tim Stimpson contre dix-huit points au pied de Lee Jarvis. Freddie Tuilagi fait ses débuts européens pour le match retour remporté 27-19. Le 13 janvier 2001, Leicester l'emporte 20 à 3 à Pau,, performance qui lui permet de se qualifier pour les phases finales. Les Tigres battent les Écossais de Glasgow à Welford Road 41-26 avec quatre essais de Ollie Smith, Jamie Hamilton, Dorian West, Richard Cockerill, et vingt-et-un points au pied de Tim Stimpson,. Leicester termine premier de poule, deuxième au classement général et reçoit donc en quart-de-finale. L'adversaire est le club gallois de Swansea RFC, qui est largement défait 41-10 avec quatre essais inscrits par Geordan Murphy (2), Andy Goode, Austin Healey. La demi-finale est beaucoup plus intense, contre une autre équipe anglaise, Gloucester RFC, qui compte dans ses rangs les joueurs de première ligne Phil Vickery et Olivier Azam, le demi de mêlée Andy Gomarsall et le centre Jason Little. La victoire est acquise sur le score de 19-15, Leon Lloyd inscrit un essai sur une action de Tim Stimpson, auteur de tous les autres points au pied. Dans l'autre demi-finale, le Stade français a eu toutes les peines du monde à se défaire du Munster 16-15,. La finale est disputée,, les deux équipes ne parviennent pas à creuser l'écart au score, dix coups de pied de Diego Dominguez répondent à trois essais de Leon Lloyd (2), de Neil Back et à dix-neuf points au pied de Tim Stimpson. Tim Stimpson a inscrit 152 points en neuf rencontres, Diego Dominguez 188 points,. Le très régulier Ronan O'Gara, meilleur buteur de la Coupe d'Europe, n'a pas réussi une telle performance. Les Leicester Tigers ont pu compter également sur Austin Healey, Andy Goode, Leon Lloyd, Pat Howard ou Geordan Murphy derrière et sur de solides avants comme Graham Rowntree, Dorian West, Darren Garforth, Martin Johnson, Ben Kay, Martin Corry, Neil Back. Les Tigres réalisent le doublé Coupe d'Europe-Championnat, ils sont la troisième équipe anglaise à gagner la Coupe d'Europe.
Coupe d'Europe :
|                 | Tour                          | Club             | Match | Club                 |    |
| --------------- | ----------------------------- | ---------------- | ----- | -------------------- | -- |
| 7 octobre 2000  | Phase de poules, poule 6 : J1 | Leicester Tigers | 46-18 | Section paloise      | 22 |
| 15 octobre 2000 | Phase de poules, poule 6 : J2 | Glasgow Warriors | 21-33 | Leicester Tigers     | 23 |
| 20 octobre 2000 | Phase de poules, poule 6 : J3 | Pontypridd RFC   | 18-11 | Leicester Tigers     | 24 |
| 28 octobre 2000 | Phase de poules, poule 6 : J4 | Leicester Tigers | 27-19 | Pontypridd RFC       | 25 |
| 13 janvier 2001 | Phase de poules, poule 6 : J5 | Section paloise  | 3-20  | Leicester Tigers     | 26 |
| 20 janvier 2001 | Phase de poules, poule 6 : J6 | Leicester Tigers | 41-26 | Glasgow Warriors     | 27 |
| 28 janvier 2001 | Quart-de-finale               | Leicester Tigers | 41-10 | Swansea RFC          | 28 |
| 1er avril 2001  | Demi-finale                   | Leicester Tigers | 19-15 | Gloucester RFC       | 29 |
| 19 mai 2001     | Finale                        | Leicester Tigers | 34-30 | Stade français Paris | 30 |

Classement de la poule 6 :
| Place | Club             | Pts | J | V | N | D | Pts + | Pts - | Essais + | Essais - | Diff. |
| 1er   | Leicester Tigers | 10  | 6 | 5 | 0 | 1 | 178   | 105   | 15       | 9        | +6    |
| 2e    | Section paloise  | 8   | 6 | 4 | 0 | 2 | 154   | 142   | 19       | 10       | +9    |
| 3e    | Pontypridd RFC   | 4   | 6 | 2 | 0 | 4 | 136   | 131   | 9        | 12       | -3    |
| 4e    | Glasgow Warriors | 2   | 6 | 1 | 0 | 5 | 137   | 227   | 12       | 24       | -12   |

### 2001-2002

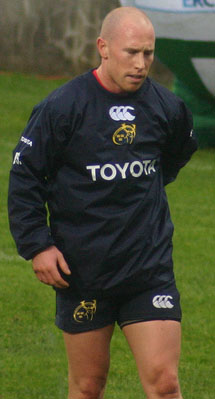
Peter Stringer, international irlandais (Munster).

La défense du titre acquis l'année précédente est l'objectif des Tigers lors de la saison 2001-2002. Le premier match oppose Leicester à Llanelli RFC en Angleterre. Le match est âpre, émaillé de cartons jaunes, seuls les buteurs Tim Stimpson et Stephen Jones se distinguent pour un score de 12-9 pour les Anglais. Harry Ellis fait ses débuts européens à cette occasion. Leicester enchaîne avec un déplacement victorieux à Calvisano, qui ne satisfait pas l'entraîneur Dean Richards. Leicester s'impose 31-30 à Perpignan,, avec vingt-trois points de Tim Stimpson, qui inscrit un record pour Leicester de sept pénalités, contre trente points au pied de Thierry Lacroix, l'homme du match. Leicester fait l'étalage de ses qualités pour le match retour remporté 54-15,. Tim Stimpson inscrit vingt-neuf points dont un essai, imité par Ben Kay, Lewis Moody, Steve Booth, Geordan Murphy (qui occupe le poste d'ailier, le poste d'arrière étant dévolu à Tim Stimpson) et Ollie Smith. Pour le match contre Calvisano, Tim Stimpson est blessé, Geordan Murphy glisse à l'aile, Ollie Smith est titulaire avec Steve Booth, la paire de centres est formée par Leon Lloyd et Rod Kafer, la charnière Andy Goode et Jamie Hamilton, la troisième ligne par Paul Gustard, Josh Kronfeld et Martin Corry, le cinq de devant par Perry Freshwater, Richard Cockerill, Darren Garforth, Martin Johnson et Louis Deacon. Avec en plus, Tim Stimpson, Freddie Tuilagi, Glenn Gelderbloom, Harry Ellis, Austin Healey, Graham Rowntree, Dorian West, Ben Kay, Lewis Moody, Neil Back et Will Johnson sur le banc, économisés, blessés ou suspendus, l'équipe de Leicester a fière allure. Ils ont d'ailleurs aligné onze victoires consécutives, nouveau record dépassant la performance du CA Brive entre 1996 et 1998. 
Pour le dernier match de poule, Leicester, déjà qualifié, se déplace à Llanelli, en quête d'une qualification comme meilleur deuxième de poule,. L'équipe du capitaine Scott Quinnell s'impose 24-12 avec huit pénalités de l'ouvreur gallois Stephen Jones. En quart-de-finale, Leicester affronte à Welford Road, dans une rencontre arbitrée par Joël Jutge, le Leinster, qui présente dans la ligne des arrières l'ossature présente et future de l'équipe d'Irlande: Girvan Dempsey, Denis Hickie, Brian O'Driscoll, Shane Horgan, Gordon D'Arcy. Pour Geordan Murphy, né à Dublin, c'est un match particulier. Leicester s'impose 29-18 avec cinq essais,, contre la dernière équipe à s'être imposé à Leicester le 15 janvier 2000. En demi-finale, ils retrouvent Llanelli, auteur d'un exploit 27-10 à Bath, avec huit pénalités et un drop de Stephen Jones. Les deux équipes se connaissent et se neutralisent, le match est remporté 13-12 par Leicester sur une pénalité de 58 mètres tentée et réussie par Tim Stimpson à la dernière minute,,. En finale, Leicester affronte le Munster qui a gagné deux matchs à l'extérieur, contre le Stade français et le Castres olympique. La passion populaire est grande pour cette finale arbitrée par Joël Jutge, qui se déroule au Millennium Stadium de Cardiff, le résultat est serré, 19-15 en faveur de Leicester,,. Geordan Murphy et Austin Healey inscrivent les deux seuls essais de la rencontre, la ligne arrière anglaise Jamie Hamilton, Austin Healey, Freddie Tuilagi, Rod Kafer, Ollie Smith, Geordan Murphy, Tim Stimpson a été supérieure à la ligne irlandaise, le point fort du Munster est ses avants et sa charnière, base de l'équipe d'Irlande : Peter Clohessy, Frankie Sheahan, John Hayes, Mick Galwey (cap), Paul O'Connell, Alan Quinlan, David Wallace, Anthony Foley, Peter Stringer, Ronan O'Gara... 
Coupe d'Europe :
|                   | Tour                          | Club             | Match | Club             |    |
| ----------------- | ----------------------------- | ---------------- | ----- | ---------------- | -- |
| 29 septembre 2001 | Phase de poules, poule 1 : J1 | Leicester Tigers | 12-9  | Llanelli RFC     | 31 |
| 7 octobre 2001    | Phase de poules, poule 1 : J2 | Rugby Calvisano  | 3-37  | Leicester Tigers | 32 |
| 27 octobre 2001   | Phase de poules, poule 1 : J3 | USA Perpignan    | 30-31 | Leicester Tigers | 33 |
| 3 novembre 2001   | Phase de poules, poule 1 : J4 | Leicester Tigers | 54-15 | USA Perpignan    | 34 |
| 5 janvier 2002    | Phase de poules, poule 1 : J5 | Leicester Tigers | 29-7  | Rugby Calvisano  | 35 |
| 12 janvier 2002   | Phase de poules, poule 1 : J6 | Llanelli RFC     | 24-12 | Leicester Tigers | 36 |
| 27 janvier 2002   | Quart-de-finale               | Leicester Tigers | 29-18 | Leinster         | 37 |
| 28 avril 2002     | Demi-finale                   | Leicester Tigers | 13-12 | Llanelli RFC     | 38 |
| 25 mai 2002       | Finale                        | Leicester Tigers | 15-9  | Munster          | 39 |

Classement de la poule 1 :
| Place | Club             | Pts | J | V | N | D | Pts + | Pts - | Essais + | Essais - | Diff. |
| 1er   | Leicester Tigers | 10  | 6 | 5 | 0 | 1 | 175   | 88    | 17       | 3        | +14   |
| 2e    | Llanelli RFC     | 8   | 6 | 4 | 0 | 2 | 187   | 99    | 22       | 8        | +14   |
| 3e    | USA Perpignan    | 6   | 6 | 3 | 0 | 3 | 182   | 136   | 19       | 11       | +8    |
| 4e    | Rugby Calvisano  | 0   | 6 | 0 | 0 | 6 | 58    | 279   | 6        | 42       | -36   |

### 2002-2003

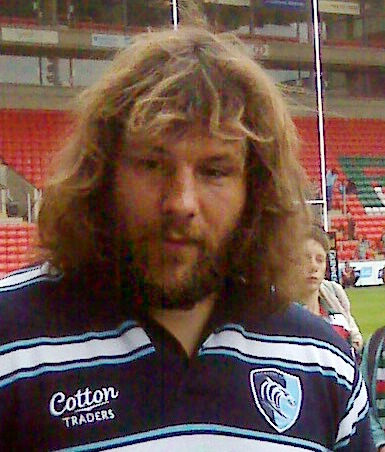
Martin Castrogiovanni avant de jouer avec Leicester les a affrontés avec Rugby Calvisano.

Le double tenant du titre, les Leicester Tigers ont une poule abordable pour la saison 2002-2003 sans province irlandaise, avec Neath RFC, Rugby Calvisano et AS Béziers. Le premier match oppose Leicester à Neath au pays de Galles. Les Anglais ont concédé deux défaites au pays de Galles, ils ne se sont encore jamais imposés. Austin Healey inscrit un essai avant que, sur une faute discutable du nouveau joueur de Leicester Franck Tournaire, Lee Jarvis n'égalise 16-16,. Tom Tierney fait également ses débuts européens avec Leicester à cette occasion. Pour les retrouvailles avec Calvisano, Leicester est efficace avec dix essais et un score de 63-0,. Leicester se déplace au Stade de la Méditerranée, à Béziers, contre une formation française qui compte deux victoires et quelques bons joueurs comme Pierre Mignoni, Sébastien Bruno, Thibaut Privat,. Avec deux essais d'Ollie Smith et de Leon Lloyd, Leicester s'impose 24-12. Lors du match retour, Leicester brille, s'impose 53-10. Les Tigres inscrivent huit essais par Freddie Tuilagi (trois), Louis Deacon, Dorian West, Rod Kafer, Geordan Murphy, Sam Vesty, qui débute avec Leicester sur la scène européenne depuis le match de Calvisano,. Leicester se déplace en Italie pour affronter les coéquipiers d'Andrea De Rossi, Martin Castrogiovanni, Paolo Vaccari, Paul Griffen, Giampiero de Carli, Salvatore Perugini,. Leicester s'impose 40-22 et se qualifie. Le dernier match de poule est remporté 36-11 contre Neath,, Leicester a remporté cinq victoires et concédé un match nul, il joue à domicile le quart-de-finale. 
Leicester retrouve les Irlandais du Munster, ceux-ci mettent fin aux espoirs anglais en gagnant 20 à 7,. Toulouse affronte le Munster au Stadium et l'emporte 13-12. Perpignan se qualifie également, en l'emportant à Dublin contre le Leinster. Toulouse n'a perdu aucune des onze finales qu'il a disputées depuis Bègles-Toulouse en 1991 et l'USAP ne parviendra pas à battre les rouges et noirs (19-0 à la mi-temps, 22-17 score final).
Coupe d'Europe :
|                  | Tour                          | Club             | Match | Club             |    |
| ---------------- | ----------------------------- | ---------------- | ----- | ---------------- | -- |
| 11 octobre 2002  | Phase de poules, poule 1 : J1 | Neath RFC        | 16-16 | Leicester Tigers | 40 |
| 19 octobre 2002  | Phase de poules, poule 1 : J2 | Leicester Tigers | 63-0  | Rugby Calvisano  | 41 |
| 8 décembre 2002  | Phase de poules, poule 1 : J3 | AS Béziers       | 12-24 | Leicester Tigers | 42 |
| 14 décembre 2002 | Phase de poules, poule 1 : J4 | Leicester Tigers | 53-10 | AS Béziers       | 43 |
| 11 janvier 2003  | Phase de poules, poule 1 : J5 | Rugby Calvisano  | 22-40 | Leicester Tigers | 44 |
| 18 janvier 2003  | Phase de poules, poule 1 : J6 | Leicester Tigers | 36-11 | Neath RFC        | 45 |
| 13 avril 2003    | Quart-de-finale               | Leicester Tigers | 7-20  | Munster          | 46 |

Classement de la poule 1 :
| Place | Club             | Pts | J | V | N | D | Pts + | Pts - | Essais + | Essais - | Diff. |
| 1er   | Leicester Tigers | 11  | 6 | 5 | 1 | 0 | 232   | 71    | 31       | 6        | +25   |
| 2e    | Neath RFC        | 5   | 6 | 2 | 1 | 3 | 151   | 139   | 18       | 12       | +6    |
| 3e    | AS Béziers       | 4   | 6 | 2 | 0 | 4 | 109   | 151   | 8        | 15       | -7    |
| 4e    | Rugby Calvisano  | 4   | 6 | 2 | 0 | 4 | 105   | 236   | 10       | 34       | -24   |

### 2003-2004

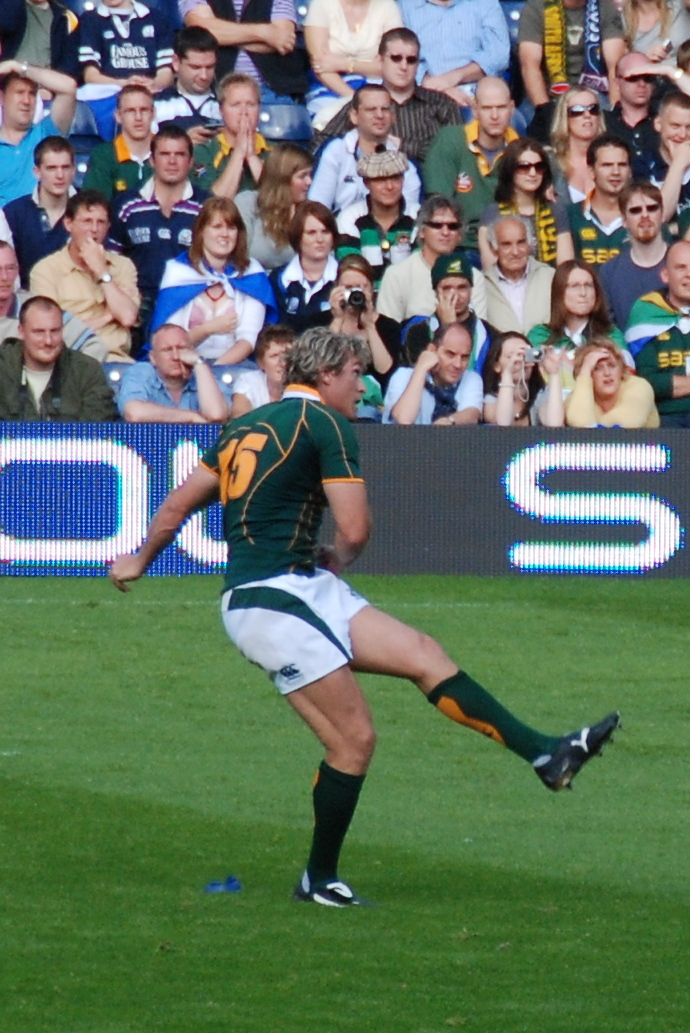
L'international sud-africain Percy Montgomery affronte Leicester avec Newport Gwent Dragons.

Les Anglais rejouent le Stade français Paris lors de la saison 2003-2004, le format est de vingt-quatre clubs ou provinces, qui s'affrontent dans six poules de quatre équipes en match aller-retour. Le premier de chaque poule et les deux meilleurs seconds sont qualifiés pour les quarts de finale. Les Leicester Tigers rencontrent également Newport Gwent Dragons et découvrent l'Ulster dans une poule compliquée. Pour le premier match, les Tigres se déplacent en France et ils concèdent une défaite 26-15. Ramiro Pez font son apparition avec Leicester en Coupe d'Europe après une première expérience romaine et inscrit dix points. Diego Dominguez inscrit seize points côté parisien, ajoutés à deux essais des deux centres Juan Martín Hernández et Brian Liebenberg. Le deuxième match est déjà essentiel et la victoire est impérative. Elle est au rendez-vous 34-3 contre Newport Gwent Dragons, avec quatre essais d'Ollie Smith (2), Neil Baxter, Leon Lloyd, contre trois points de Percy Montgomery. L'équipe galloise compte également dans ses rangs Hal Luscombe, Rod Snow et Ian Gough. Les Dragons ont battu l'Ulster à domicile lors de la première journée et l'Ulster bat le Stade français Paris à domicile lors de la deuxième. C'est très ouvert. La double confrontation contre les Irlandais de l'Ulster peut être décisive. Leicester s'incline 33-0 à l'extérieur pour une première: zéro point marqué. Leicester l'emporte 49-7 à domicile pour une revanche mémorable avec cinq essais inscrits contre un. Jaco van der Westhuyzen occupe la place d'ouvreur, l'Argentin Pez n'est plus titulaire. Les Dragons et Paris se sont neutralisés en s'imposant à domicile, les quatre équipes comptent deux victoires et deux défaites. Le déplacement au pays de Galles est essentiel et la victoire est impérative. Leicester s'impose 26-20 contre Newport Gwent Dragons, et doit s'imposer à domicile contre Paris pour se qualifier. Les Français réussissent l'exploit en étant la quatrième formation à s'imposer à Welford Road en 24 matchs européens, pour pouvoir se qualifier, éliminant les Tigres.
Coupe d'Europe :
|                  | Tour                          | Club                  | Match | Club                  |    |
| ---------------- | ----------------------------- | --------------------- | ----- | --------------------- | -- |
| 6 décembre 2003  | Phase de poules, poule 1 : J1 | Stade français Paris  | 26-15 | Leicester Tigers      | 47 |
| 14 décembre 2003 | Phase de poules, poule 1 : J2 | Leicester Tigers      | 34-3  | Newport Gwent Dragons | 48 |
| 11 janvier 2004  | Phase de poules, poule 1 : J3 | Ulster                | 33-0  | Leicester Tigers      | 49 |
| 17 janvier 2004  | Phase de poules, poule 1 : J4 | Leicester Tigers      | 49-7  | Ulster                | 50 |
| 24 janvier 2004  | Phase de poules, poule 1 : J5 | Newport Gwent Dragons | 20-26 | Leicester Tigers      | 51 |
| 30 janvier 2004  | Phase de poules, poule 1 : J6 | Leicester Tigers      | 13-26 | Stade français Paris  | 52 |

Classement de la poule 1 :
| Place | Club                  | Pts | J | V | N | D | Pts + | Pts - | Essais + | Essais - | Diff. | Bonus O | Bonus D |
| 1er   | Stade français Paris  | 18  | 6 | 4 | 0 | 2 | 134   | 80    | 11       | 8        | +3    | 1       | 1       |
| 2e    | Leicester Tigers      | 15  | 6 | 3 | 0 | 3 | 137   | 115   | 17       | 10       | +7    | 3       | 0       |
| 3e    | Ulster                | 14  | 6 | 3 | 0 | 3 | 109   | 106   | 10       | 9        | +1    | 1       | 1       |
| 4e    | Newport Gwent Dragons | 9   | 6 | 2 | 0 | 4 | 67    | 146   | 5        | 16       | -11   | 0       | 1       |

### 2004-2005

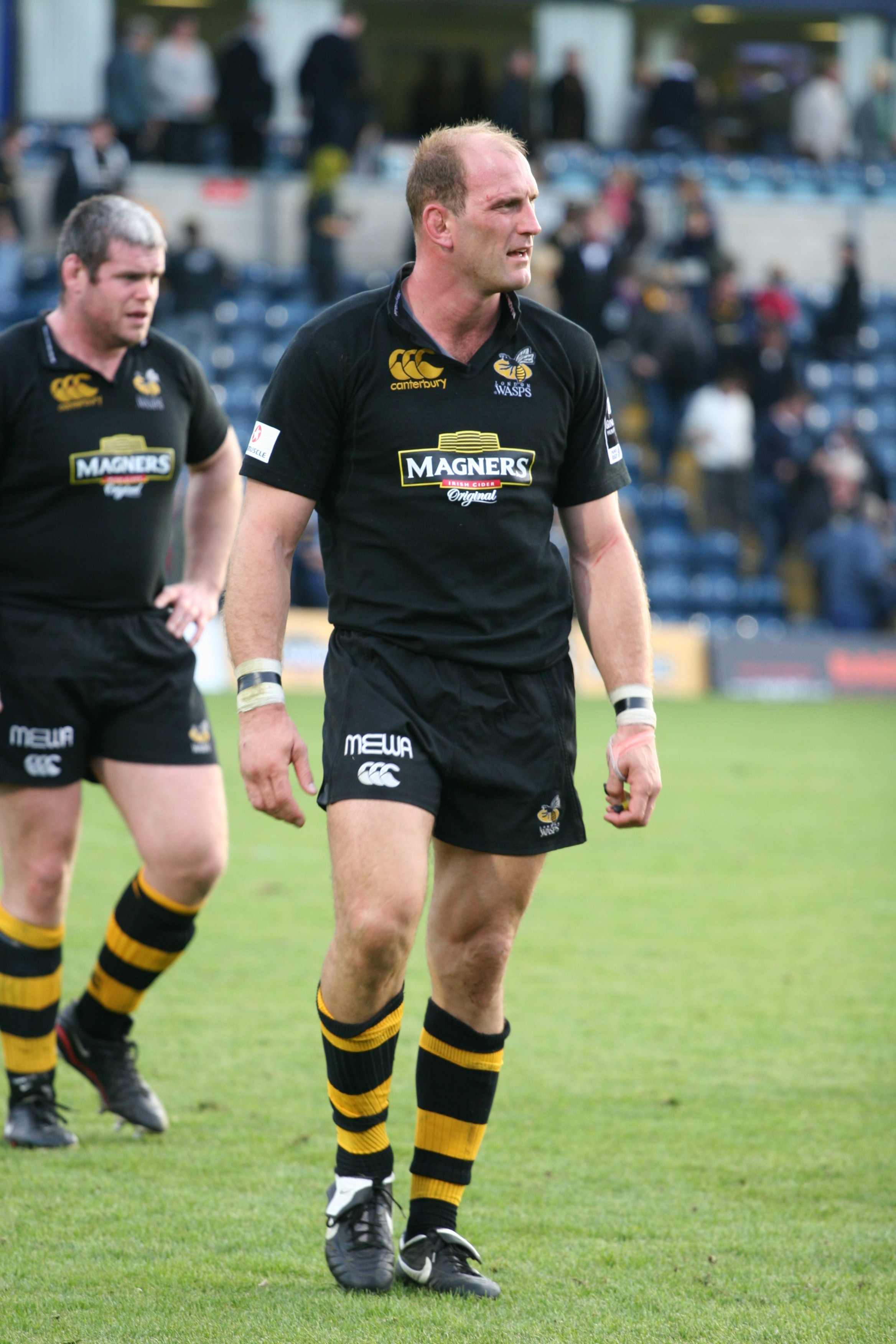
Lawrence Dallaglio, champion d'Europe en titre.

Les Anglais jouent contre les London Wasps lors de la saison 2004-2005, le club londonien est champion en titre, sept équipes anglaises sont qualifiées et deux anciens champions d'Europe anglais se croisent dans cette poule. Les Leicester Tigers rencontrent également Biarritz olympique et Rugby Calvisano qui n'a pratiquement aucun chance. Pour le premier match, les Tigres reçoivent d'ailleurs les Italiens et ils s'imposent nettement par 37-6. Seru Rabeni fait son apparition avec Leicester en Coupe d'Europe et inscrit un essai. Andy Goode de retour à leicester inscrit douze points au pied, ajoutés à deux doublés de Harry Ellis et Lewis Moody. Le deuxième match est déjà essentiel avec un déplacement sur la côte basque. Biarritz est solide et gagne 23-8 contre les Tigres. La double confrontation contre les Anglais champions d'Europe est un tournant. Leicester s'impose 37-31 à l'extérieur à Adams Park. Leicester l'emporte 35-27 à domicile et prend la tête de la poule. Cependant les Basques de Biarritz viennent l'emporter en Angleterre. Biarritz domine la première période et mène 17-0 avant la réaction des Tigres qui reviennent à 21-17 pour préserver ses chances de qualification. Les Français battent les Wasps 18-15 alors que Leicester l'emporte 62-10 à Calvisano; les deux formations se qualifient.
Leicester se déplace en Irlande à Lansdowne Road et maîtrise la match disputé contre le Leinster pour s'imposer 29-13 et retrouver Toulouse. Toulouse est premier, second au classement général, et joue Northampton en quart-de-finale. Toulouse joue bien, devant, défensivement, et il creuse l'écart pour s'imposer 37 à 9 avec quatre essais de Frédéric Michalak, Cédric Heymans, Vincent Clerc puis Christian Labit. Toulouse a le droit de disputer sa septième demi-finale en dix éditions. Il a disputé trois finales et il en a remporté deux, comme son adversaire, Leicester, victorieux en 2000-2001 et 2001-2002. Toulouse est solide, mène au score et l'emporte 27 à 19 en Angleterre. La finale franco-française entre le Stade français Paris et l'autre Stade est serrée, sans essai et Toulouse s'impose 18-12 après prolongation.
Coupe d'Europe :
|                  | Tour                          | Club               | Match   | Club               |    |
| ---------------- | ----------------------------- | ------------------ | ------- | ------------------ | -- |
| 23 octobre 2004  | Phase de poules, poule 1 : J1 | Leicester Tigers   | 37-6    | Rugby Calvisano    | 53 |
| 30 octobre 2004  | Phase de poules, poule 1 : J2 | Biarritz olympique | 23-8    | Leicester Tigers   | 54 |
| 5 décembre 2004  | Phase de poules, poule 1 : J3 | London Wasps       | 31-37   | Leicester Tigers   | 55 |
| 12 décembre 2004 | Phase de poules, poule 1 : J4 | Leicester Tigers   | 35-27   | London Wasps       | 56 |
| 9 janvier 2005   | Phase de poules, poule 1 : J5 | Leicester Tigers   | 17-21   | Biarritz olympique | 57 |
| 15 janvier 2005  | Phase de poules, poule 1 : J6 | Rugby Calvisano    | 10-62   | Leicester Tigers   | 58 |
| 2 avril 2005     | Quart-de-finale               | Leinster           | 13 - 29 | Leicester Tigers   | 59 |
| 24 avril 2005    | Demi-finale                   | Leicester Tigers   | 19-27   | Stade toulousain   | 60 |

Classement de la poule 1 :
| Place | Club               | Pts | J | V | N | D | Pts + | Pts - | Essais + | Essais - | Diff. | Bonus O | Bonus D |
| 1er   | Biarritz olympique | 22  | 6 | 5 | 0 | 1 | 163   | 92    | 20       | 9        | +11   | 2       | 0       |
| 2e    | Leicester Tigers   | 19  | 6 | 4 | 0 | 2 | 196   | 118   | 24       | 9        | +15   | 2       | 1       |
| 3e    | London Wasps       | 16  | 6 | 3 | 0 | 3 | 174   | 138   | 21       | 13       | +8    | 2       | 2       |
| 4e    | Rugby Calvisano    | 0   | 6 | 0 | 0 | 6 | 79    | 264   | 9        | 43       | -34   | 0       | 0       |

### 2005-2006

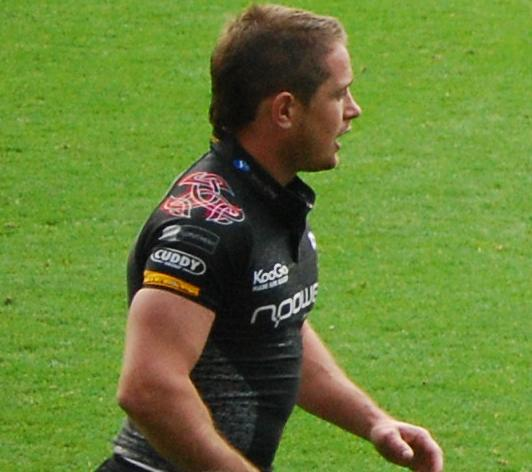
Shane Williams (Ospreys).

Les Anglais jouent contre le Stade français Paris, vieille connaissance, lors de la saison 2005-2006, le club parisien est accompagné de l'ASM Clermont car grâce au champion en titre, sept équipes françaises sont qualifiées pour six poules et deux clubs français s'affrontent dans cette poule. Les Leicester Tigers rencontrent également les Ospreys dans une poule compliquée. Pour le premier match, les Tigres reçoivent d'ailleurs les Auvergnats et ils s'imposent nettement par 57-23, avec six essais inscrits par les Anglais, pour la plus grosse défaite clermontoise. Le Stade français a besoin de gagner contre Leicester et y parvient difficilement 12-6 lors de la deuxième journée. avec une défaite au compteur, la double confrontation contre les Gallois est cruciale. Leicester parvient à gagner 30-12 à domicile et 17-15 à l'extérieur. Le Stade français a fait semblable performance contre l'ASM Clermont. Leicester reçoit les Parisiens et s'impose 29-22 après avoir été menés 12-22. Leicester parvient à gagner en Auvergne pour pouvoir se qualifier avec une sacrée performance réalisée par Tom Varndell, auteur de quatre essais. Avec cinq victoires et une défaite, Leicester a l'avantage de recevoir en quart-de-finale, qui plus est, Bath. Mais l'équipe de Brian Ashton parvient à surprendre les Tigres de Pat Howard en s'imposant 15-12. 
Coupe d'Europe :
|                  | Tour                          | Club                 | Match | Club                 |    |
| ---------------- | ----------------------------- | -------------------- | ----- | -------------------- | -- |
| 22 octobre 2005  | Phase de poules, poule 3 : J1 | Leicester Tigers     | 57-23 | ASM Clermont         | 61 |
| 29 octobre 2005  | Phase de poules, poule 3 : J2 | Stade français Paris | 12-6  | Leicester Tigers     | 62 |
| 11 décembre 2005 | Phase de poules, poule 3 : J3 | Leicester Tigers     | 30-12 | Ospreys              | 63 |
| 17 décembre 2005 | Phase de poules, poule 3 : J4 | Ospreys              | 15-17 | Leicester Tigers     | 64 |
| 14 janvier 2006  | Phase de poules, poule 3 : J5 | Leicester Tigers     | 29-22 | Stade français Paris | 65 |
| 20 janvier 2006  | Phase de poules, poule 3 : J6 | ASM Clermont         | 27-40 | Leicester Tigers     | 66 |
| 1er avril 2006   | Quart-de-finale               | Leicester Tigers     | 12-15 | Bath Rugby           | 67 |

Classement de la poule 3 :
| Place | Club                 | Pts | J | V | N | D | Pts + | Pts - | Essais + | Essais - | Diff. | Bonus O | Bonus D |
| 1er   | Leicester Tigers     | 24  | 6 | 5 | 0 | 1 | 179   | 111   | 19       | 10       | +9    | 3       | 1       |
| 2e    | Stade français Paris | 20  | 6 | 4 | 0 | 2 | 148   | 98    | 16       | 7        | +9    | 2       | 2       |
| 3e    | Ospreys              | 9   | 6 | 2 | 0 | 4 | 90    | 144   | 9        | 20       | -11   | 0       | 1       |
| 4e    | ASM Clermont         | 6   | 6 | 1 | 0 | 5 | 136   | 200   | 14       | 21       | -7    | 1       | 1       |

### 2006-2007

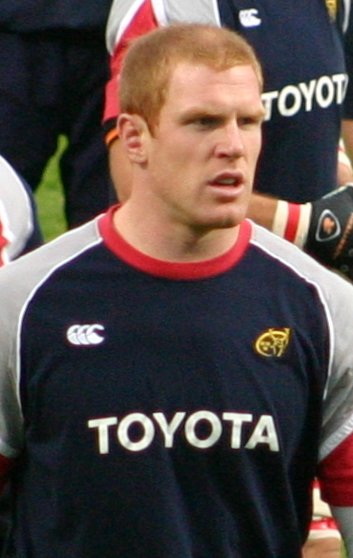
Paul O'Connell lors de l'échauffement d'un match de coupe d'Europe le 28 octobre 2006.

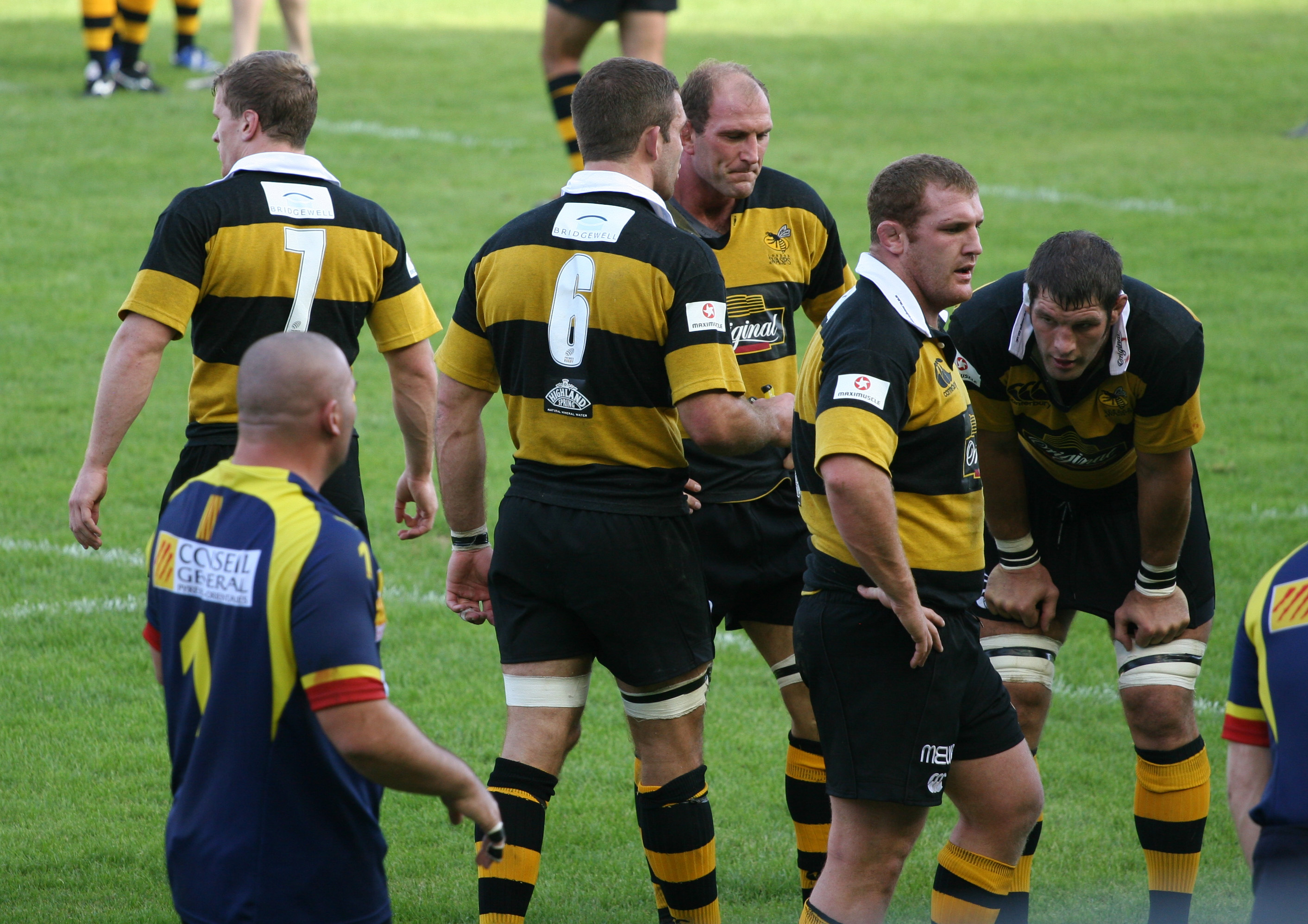
Les London Wasps lors d'un match de Coupe d'Europe 2006-2007.

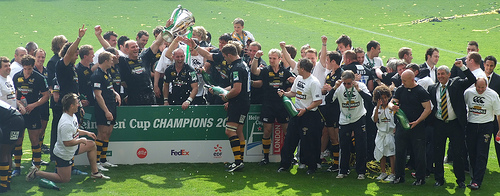
Les London Wasps fêtent leur succès.

Pour cette saison 2006-2007, Leicester Tigers est opposé au Munster, champion en titre, au CS Bourgoin-Jallieu et à Cardiff, deux autres prétendants à la qualification. Le début des Irlandais est très sérieux. Munster l'emporte à Leicester 21-19. Les Tigres réagissent bien en s'imposant d'abord au pays de Galles 21-17 avec deux essais de Tom Varndell et Ollie Smith pour répondre aux réalisations de Nicky Robinson et Chris Czekaj. Ils enchaînent en gagnant en France contre Bourgoin 28 à 13. Ces deux formations sont nettement dominées en Angleterre, avec une victoire 57-3 face à Bourgoin, avec huit essais, dont un triplé de Lewis Moody, puis une autre victoire 34-0 contre Cardiff, avec six essais réussis par Alesana Tuilagi, Dan Hipkiss, Daryl Gibson, Seru Rabeni, Lewis Moody et Martin Corry. Leicester, en quête d'un exploit pour se qualifier, l'emporte à Limerick, ce qui complique la tâche du Munster, obligé de se déplacer pour les quarts de finale. Leicester, lui, peut jouer à domicile et reçoit le Stade français. Lors d'un match assez équilibré, les Anglais l'emportent par le plus petit des écarts, 21-20,, Seru Rabeni et Tom Varndell inscrivent deux essais contre un pour les Français, par Juan Martín Hernández. Lors de la demi-finale, les Anglais rencontrent les Gallois de Llanelli, invaincus, et ils s'imposent 33-17 au Walkers Stadium, pour prétendre remporter une troisième couronne européenne. Les Tigers ont remporté le championnat d'Angleterre et sont favoris contre les London Wasps. Et pourtant, le match est largement remporté par les Londoniens, avec la roublardise de Raphaël Ibanez, à l'origine des deux essais de son équipe,,. Leicester pourtant favori manque un triplé historique après ses victoires en Championnat d'Angleterre et dans la Coupe anglo-galloise. 
Coupe d'Europe :
|                  | Tour                          | Club                | Match | Club                 |    |
| ---------------- | ----------------------------- | ------------------- | ----- | -------------------- | -- |
| 22 octobre 2006  | Phase de poules, poule 4 : J1 | Leicester Tigers    | 19-21 | Munster              | 68 |
| 29 octobre 2006  | Phase de poules, poule 4 : J2 | Cardiff Blues       | 17-21 | Leicester Tigers     | 69 |
| 8 décembre 2006  | Phase de poules, poule 4 : J3 | CS Bourgoin-Jallieu | 13-28 | Leicester Tigers     | 70 |
| 16 décembre 2006 | Phase de poules, poule 4 : J4 | Leicester Tigers    | 57-3  | CS Bourgoin-Jallieu  | 71 |
| 13 janvier 2007  | Phase de poules, poule 4 : J5 | Leicester Tigers    | 34-0  | Cardiff Blues        | 72 |
| 20 janvier 2007  | Phase de poules, poule 4 : J6 | Munster             | 6-13  | Leicester Tigers     | 73 |
| 1er avril 2007   | Quart-de-finale               | Leicester Tigers    | 21-20 | Stade français Paris | 74 |
| 21 avril 2007    | Demi-finale                   | Leicester Tigers    | 33-17 | Llanelli Scarlets    | 75 |
| 21 mai 2007      | Finale                        | Leicester Tigers    | 9-25  | London Wasps         | 76 |

Classement de la poule 4 :
| Place | Club                | Pts | J | V | N | D | Pts + | Pts - | Essais + | Essais - | Diff. | Bonus O | Bonus D |
| 1er   | Leicester Tigers    | 23  | 6 | 5 | 0 | 1 | 172   | 60    | 22       | 6        | +16   | 2       | 1       |
| 2e    | Munster             | 23  | 6 | 5 | 0 | 1 | 152   | 112   | 16       | 11       | +5    | 2       | 1       |
| 3e    | Cardiff Blues       | 9   | 6 | 2 | 0 | 4 | 87    | 138   | 8        | 18       | -10   | 0       | 1       |
| 4e    | CS Bourgoin-Jallieu | 4   | 6 | 0 | 0 | 6 | 95    | 196   | 13       | 24       | -11   | 2       | 2       |

### 2007-2008

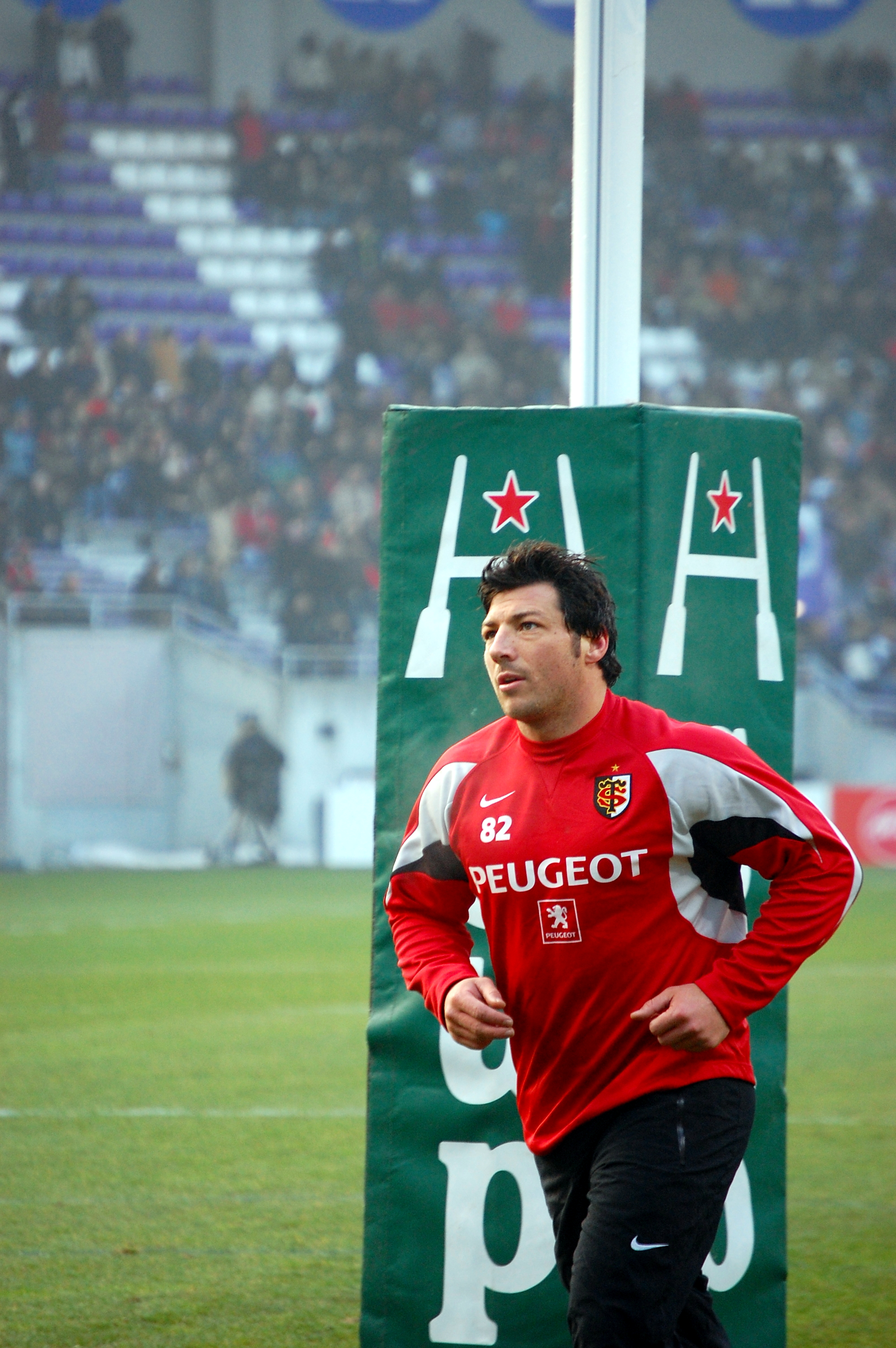
Byron Kelleher avant le match de Coupe d'Europe 2007-2008 Toulouse-Leicester

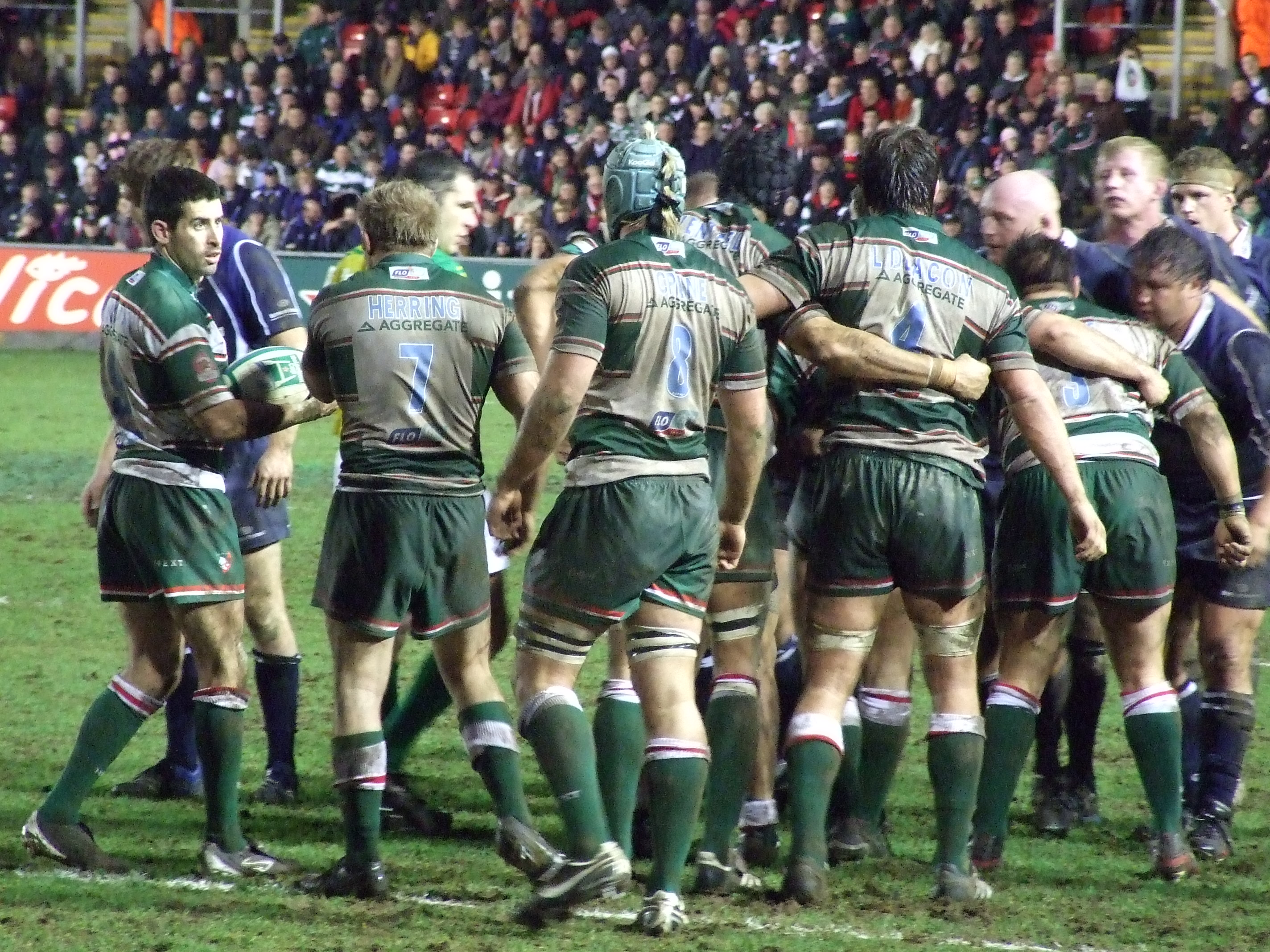
Le match de Coupe d'Europe 2007-2008 Leicester-Leinster

Vingt-quatre clubs, provinces ou franchises s'affrontent dans six poules de quatre équipes en match aller-retour. Le premier de chaque poule et les deux meilleurs seconds sont qualifiés pour les quarts de finale. La poule des Leicester Tigers intègre le Stade toulousain et la province du Leinster. Si Leicester reste invaincu à la maison,,, il ne parvient pas à l'emporter à l'extérieur. Comme Toulouse, Leicester et le Leinster l'emportent à domicile et perdent à l'extérieur dans leurs confrontations directes, c'est Edinburgh qui permet à Toulouse de se qualifier en battant à la fois les Anglais et les Irlandais et en s'inclinant à deux reprises contre le Stade. Leicester est éliminé.
Coupe d'Europe :
|                  | Tour                          | Club             | Match | Club             |    |
| ---------------- | ----------------------------- | ---------------- | ----- | ---------------- | -- |
| 10 novembre 2007 | Phase de poules, poule 6 : J1 | Leinster         | 22-9  | Leicester Tigers | 77 |
| 17 novembre 2007 | Phase de poules, poule 6 : J2 | Leicester Tigers | 39-0  | Edinburgh        | 78 |
| 8 décembre 2007  | Phase de poules, poule 6 : J3 | Leicester Tigers | 14-9  | Stade toulousain | 79 |
| 16 décembre 2007 | Phase de poules, poule 6 : J4 | Stade toulousain | 22-11 | Leicester Tigers | 80 |
| 12 janvier 2008  | Phase de poules, poule 6 : J5 | Edinburgh        | 17-12 | Leicester Tigers | 81 |
| 19 janvier 2008  | Phase de poules, poule 6 : J6 | Leicester Tigers | 25-9  | Leinster         | 82 |

Classement de la poule 6 :
| Place | Club             | Pts | J | V | N | D | Pts + | Pts - | Essais + | Essais - | Diff. | Bonus O | Bonus D |
| 1er   | Stade toulousain | 20  | 6 | 4 | 0 | 2 | 130   | 76    | 13       | 7        | +6    | 2       | 2       |
| 2e    | Leicester Tigers | 14  | 6 | 3 | 0 | 3 | 110   | 79    | 10       | 5        | +5    | 1       | 1       |
| 3e    | Leinster         | 12  | 6 | 3 | 0 | 3 | 95    | 123   | 7        | 11       | -4    | 0       | 0       |
| 4e    | Edinburgh        | 9   | 6 | 2 | 0 | 4 | 85    | 142   | 8        | 15       | -7    | 0       | 1       |

### 2008-2009
Vingt-quatre clubs, provinces ou franchises s'affrontent dans six poules de quatre équipes en match aller-retour en 2008-2009. Le premier de chaque poule et les deux meilleurs seconds sont qualifiés pour les quarts de finale. La poule des Leicester Tigers est abordable, avec l'USA Perpignan, un club gallois, les Ospreys et le Benetton Trévise. Pour le premier match, Leicester reçoit les Ospreys et s'impose difficilement 12 à 6,, Toby Flood inscrit quatre pénalités pour les Tigres pour son premier match européen avec le club.

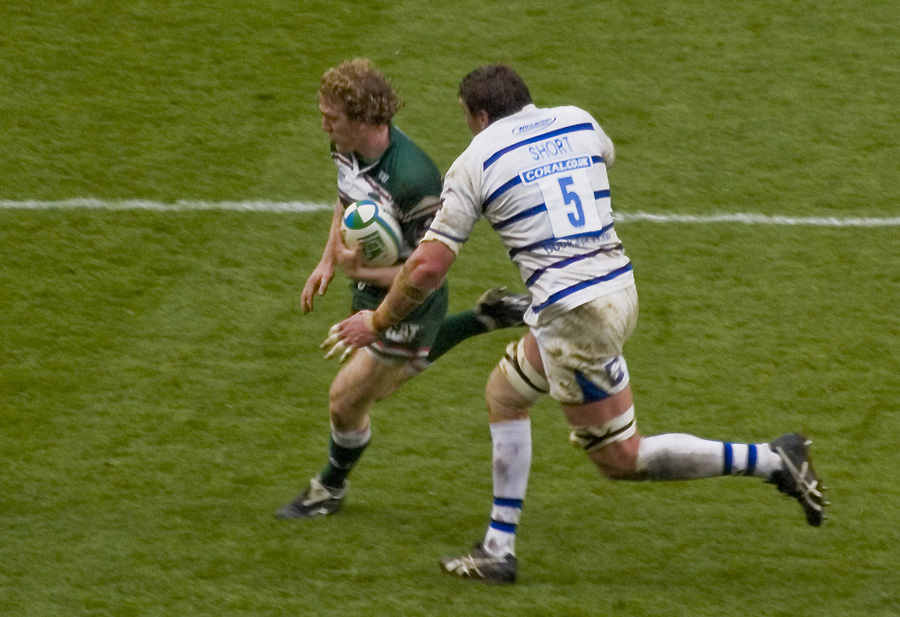
Sam Vesty contre Peter Short le 11 avril 2009.

Leicester se déplace ensuite en Italie et inflige une lourde défaite 60-16 aux coéquipiers d'Andrea Marcato et Benjamin de Jager, avec neuf essais inscrits. Le 6 décembre 2008, les Tigres reçoivent les Catalans de l'USA Perpignan, Dan Carter n'a pas encore intégré sa nouvelle équipe. Leicester s'impose 38-27, quatre essais de Toby Flood, Aaron Mauger, Jordan Crane et Matt Smith, contre trois essais catalans. Le point de bonus offensif est obtenu, Perpignan ne récolte aucun point. Pour ses débuts avec les Catalans, Dan Carter inscrit seize points et gagne 26-20 la match retour,. Le club anglais ramène un point de bonus défensif important de son déplacement à Aimé Giral. Pour la cinquième journée, les tigers étrillent 52-0 les italiens de Trévise en marquant huit essais. Le dernier match de poule contre les Ospreys est déterminant pour l'attribution de la première place de la poule. Les Gallois remportent un match très serré mais le point de bonus obtenu par les Anglais leur permet de garder la première place de la poule et leur donne la qualification pour les quarts de finale.
Ayant fini quatrième meilleure équipe de la phase de poules, les Tigres reçoivent Bath devant 26 100 spectateurs au Walkers Stadium. Le match est très serré et est remporté 20-15 par les joueurs de Leicester dans les dernières minutes grâce à un essai de Julien Dupuy. Pour la demi-finale, Leicester affronte les Cardiff Blues, invaincus cette saison 2008-2009 à Cardiff. Le match est serré en première mi-temps (13-12 à la pause). Leicester inscrit deux essais en deuxième mi-temps par Scott Hamilton et Geordan Murphy, ils se détachent 26-12 dans une partie qu'ils semblent maîtriser. Craig Newby et Geordan Murphy sont sanctionnés d'un carton jaune, et après le retour de Newby, à 15 contre 14, Cardiff inscrit deux essais transformés par Jamie Roberts et Tom James. Le score est de 26-26 à la fin du match. La prolongation ne change rien et pour la première fois de l'histoire des compétitions européennes de clubs, les tirs au but doivent départager les équipes. Ben Blair, Julien Dupuy, Jamie Robinson, Sam Vesty, Leigh Halfpenny, Geordan Murphy et Ceri Sweeney réussissent à faire passer le ballon entre les poteaux depuis le centre des vingt-deux mètres; Johne Murphy rate sa tentative, de même que Tom James. Scott Hamilton est plus heureux, le score est de 4-4 après le passage des cinq premiers tireurs. Tom Shanklin, Aaron Mauger, Richie Rees et Craig Newby sont également adroits. Martyn Williams rate son tir et Jordan Crane qualifie Leicester 7-6 aux tirs au but.
Lors de la finale disputée à Murrayfield à Édimbourg, les Leicester Tigers retrouvent le Leinster, déjà affrontés en 2008, et Leo Cullen, deuxième ligne international irlandais, qui a joué avec les Tigres. Les deux demis d'ouverture titulaires sont blessés et forfaits (Felipe Contepomi, Toby Flood), remplacés par Jonathan Sexton et Sam Vesty. Les Irlandais dominent en début de match et ils mènent 9-3 avec deux drops réussis par Brian O'Driscoll et par Jonathan Sexton, de cinquante mètres,. Stan Wright fait une faute anti-sportive (placage sans ballon), et est pénalisé d'un carton jaune. Leicester en profite et se détache 16-9, avec un essai inscrit par Ben Woods, sur un travail préalable de Dan Hipkiss, suivi par Ayoola Erinle, puis Sam Vesty. Rocky Elsom est le joueur le plus en vue (homme du match), les Irlandais rejoignent Leicester sur un essai transformé de Jamie Heaslip. En fin de rencontre, une faute anglaise donne l'opportunité à Jonathan Sexton de passer trois points et de donner la victoire aux joueurs irlandais.

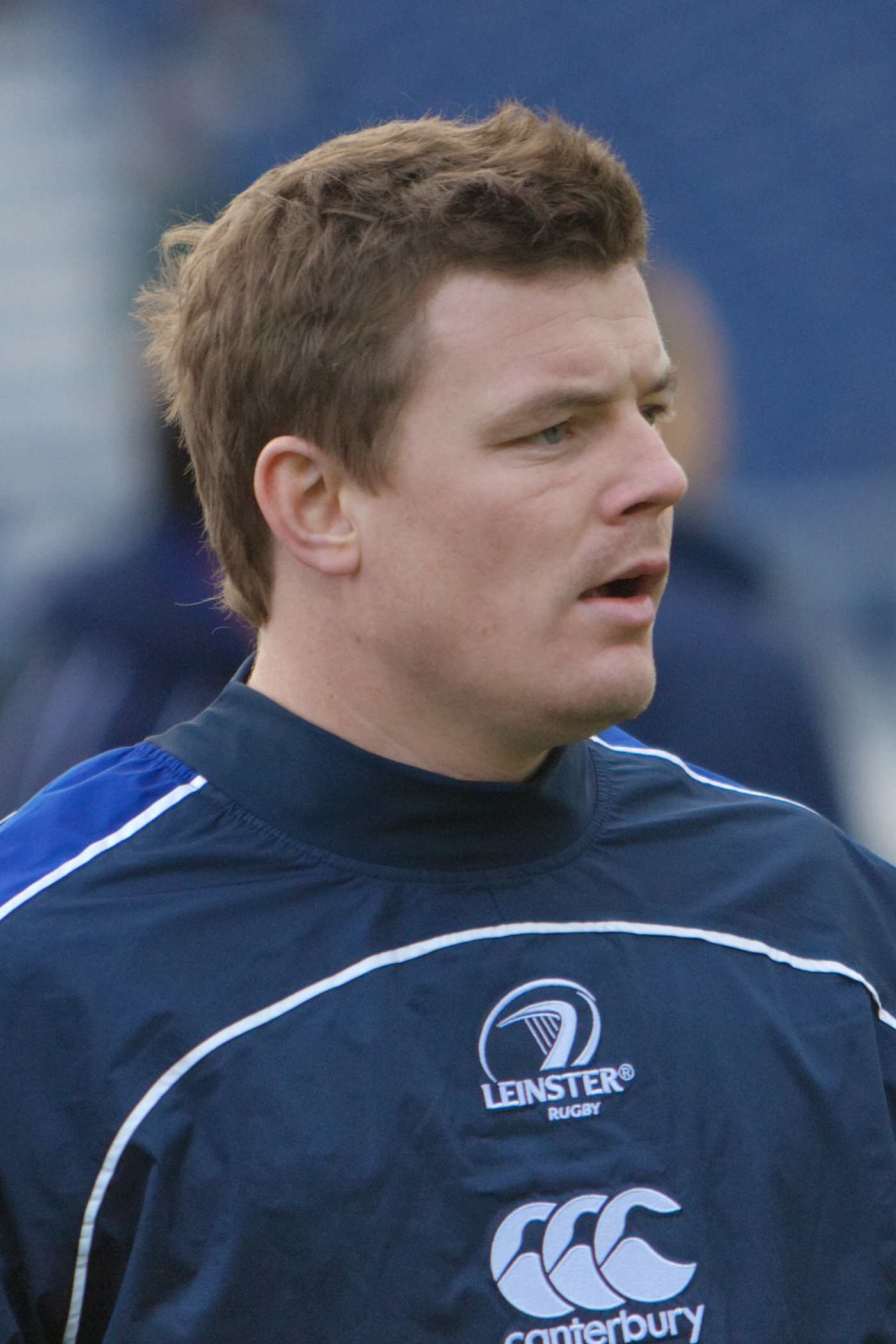
Brian O'Driscoll (Leinster)

Coupe d'Europe :
|                  | Tour                          | Club             | Match                              | Club             |    |
| ---------------- | ----------------------------- | ---------------- | ---------------------------------- | ---------------- | -- |
| 12 octobre 2008  | Phase de poules, poule 3 : J1 | Leicester Tigers | 12-6                               | Ospreys          | 83 |
| 18 octobre 2008  | Phase de poules, poule 3 : J2 | Benetton Trévise | 16-60                              | Leicester Tigers | 84 |
| 6 décembre 2008  | Phase de poules, poule 3 : J3 | Leicester Tigers | 38-27                              | USA Perpignan    | 85 |
| 14 décembre 2008 | Phase de poules, poule 3 : J4 | USA Perpignan    | 26-20                              | Leicester Tigers | 86 |
| 17 janvier 2009  | Phase de poules, poule 3 : J5 | Leicester Tigers | 52-0                               | Benetton Trévise | 87 |
| 24 janvier 2009  | Phase de poules, poule 3 : J6 | Ospreys          | 15-9                               | Leicester Tigers | 88 |
| 11 avril 2009    | Quart-de-finale               | Leicester Tigers | 20-15                              | Bath Rugby       | 89 |
| 3 mai 2009       | Demi-finale                   | Cardiff Blues    | 26-26; 26-26 a.p.; 6-7 tirs au but | Leicester Tigers | 90 |
| 23 mai 2009      | Finale                        | Leinster         | 19-16                              | Leicester Tigers | 91 |

Classement de la poule 3 :
| Place | Club             | Pts | J | V | N | D | Bonus O | Bonus D | Essais + | Essais - | Pts + | Pts - | Diff. |
| 1er   | Leicester Tigers | 21  | 6 | 4 | 0 | 2 | 3       | 2       | 23       | 6        | 191   | 90    | +101  |
| 2e    | Ospreys          | 20  | 6 | 4 | 0 | 2 | 2       | 2       | 17       | 3        | 155   | 71    | +84   |
| 3e    | USA Perpignan    | 18  | 6 | 4 | 0 | 2 | 1       | 1       | 17       | 10       | 154   | 120   | +34   |
| 4e    | Benetton Trévise | 0   | 6 | 0 | 0 | 6 | 0       | 0       | 5        | 43       | 72    | 291   | -219  |

### 2009-2010

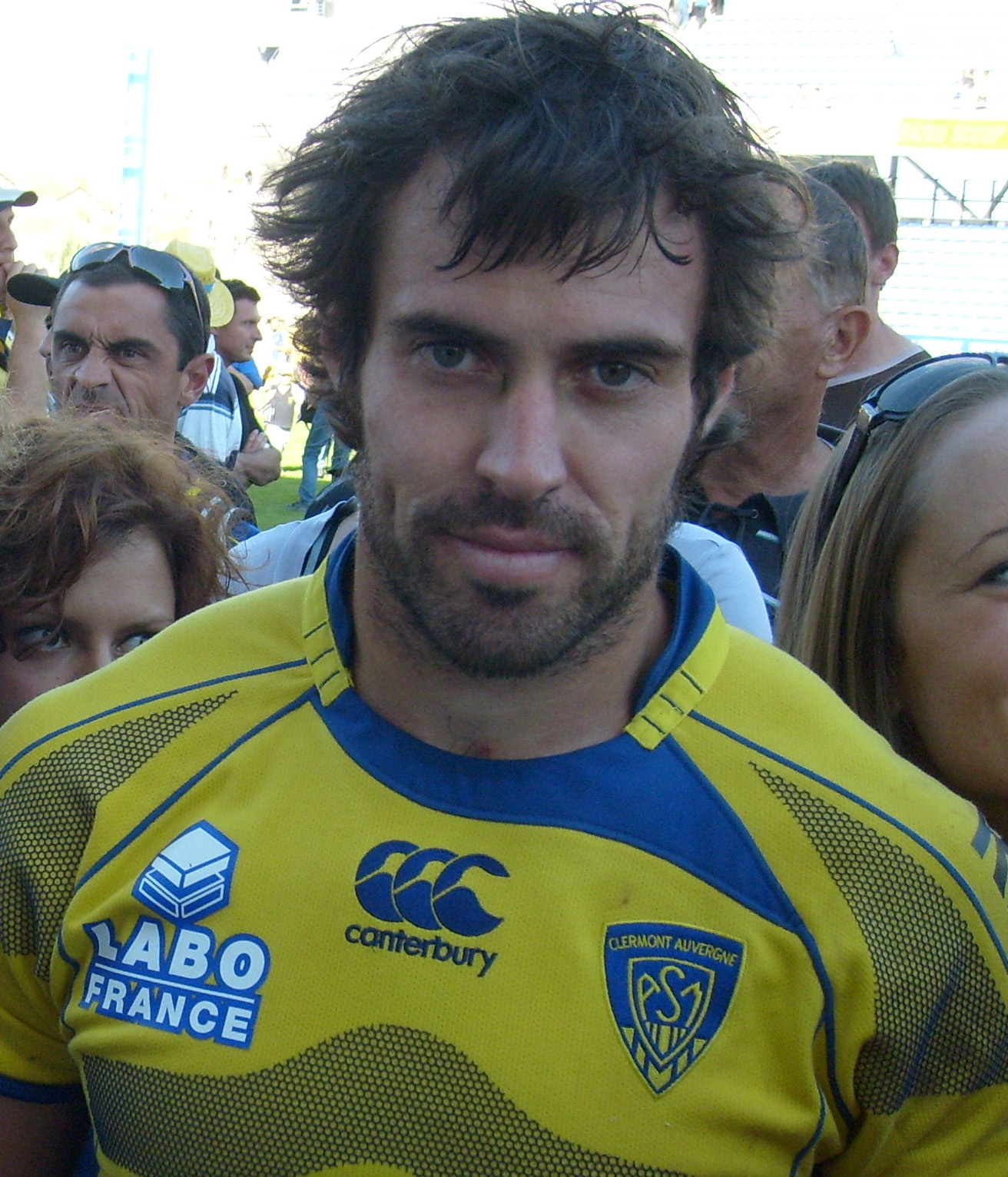
Brock James (ASM Clermont).

Pour cette saison 2009-2010, Leicester Tigers est de nouveau opposé aux Ospreys, et joue les clubs de l'ASM Clermont et de Viadana. Le début des Anglais est délicat avec un match nul concédé à Leicester 32-32. Geordan Murphy, Alesana Tuilagi, Toby Flood, Sam Vesty, Harry Ellis, Dan Hipkiss, Aaron Mauger et Matt Smith sont indisponibles dans les lignes arrières. Pour leurs débuts européens sous les couleurs des Tigres, Billy Twelvetrees, Lucas González Amorosino et Jeremy Staunton marquent un essai. Les Tigres réagissent bien en s'imposant en Italie 46-11 avec trois essais de Scott Hamilton positionné à l'arrière en l'absence de Geordan Murphy. Contre l'ASM Clermont, quelques cadres sont de retour. Alesana Tuilagi, Toby Flood, Aaron Mauger sont titulaires aux côtés de Lote Tuqiri qui découvre cette compétition. Clermont domine les Anglais 40-30. Lors du match retour, Leicester parvient à préserver ses chances de qualification en s'imposant 20-15. Après une victoire 47-8 contre les Italiens, Leicester se déplace au pays de Galles et concède une défaite 17-12 qui les élimine de la phase finale. Les Ospreys disputent une minute du match à 16 et sont sanctionnés financièrement, leur qualification n'est pas remise en cause.
Coupe d'Europe :
|                  | Tour                          | Club             | Match   | Club             |    |
| ---------------- | ----------------------------- | ---------------- | ------- | ---------------- | -- |
| 11 octobre 2009  | Phase de poules, poule 3 : J1 | Leicester Tigers | 32 - 32 | Ospreys          | 92 |
| 17 octobre 2009  | Phase de poules, poule 3 : J2 | Viadana          | 11 - 46 | Leicester Tigers | 93 |
| 13 décembre 2009 | Phase de poules, poule 3 : J3 | ASM Clermont     | 40 - 30 | Leicester Tigers | 94 |
| 19 décembre 2009 | Phase de poules, poule3 : J4  | Leicester Tigers | 20 - 15 | ASM Clermont     | 95 |
| 16 janvier 2010  | Phase de poules, poule 3 : J5 | Leicester Tigers | 47 - 8  | Viadana          | 96 |
| 23 janvier 2010  | Phase de poules, poule 3 : J6 | Ospreys          | 17 - 12 | Leicester Tigers | 97 |

Classement de la poule 3 :
| \| Rang \| Équipe \| J \| V \| N \| D \| Em \| Ee \| Bo \| Bd \| Pm \| Pe \| Diff \| Pts \| \| ---- \| ---------------- \| - \| - \| - \| - \| -- \| -- \| -- \| -- \| --- \| --- \| ---- \| --- \| \| 1 \| ASM Clermont \| 6 \| 4 \| 0 \| 2 \| 24 \| 11 \| 3 \| 2 \| 201 \| 120 \| +81 \| 21 \| \| 2 \| Ospreys \| 6 \| 4 \| 1 \| 1 \| 21 \| 11 \| 2 \| 0 \| 188 \| 121 \| +67 \| 20 \| \| 3 \| Leicester Tigers \| 6 \| 3 \| 1 \| 2 \| 23 \| 10 \| 3 \| 1 \| 187 \| 123 \| +64 \| 18 \| \| 4 \| Rugby Viadana \| 6 \| 0 \| 0 \| 6 \| 6 \| 42 \| 0 \| 0 \| 83 \| 295 \| -212 \| 0 \| |                  |   |   |   |   |    |    |    |    |     |     |      |     |
| Rang | Équipe           | J | V | N | D | Em | Ee | Bo | Bd | Pm  | Pe  | Diff | Pts |
| 1 | ASM Clermont     | 6 | 4 | 0 | 2 | 24 | 11 | 3  | 2  | 201 | 120 | +81  | 21  |
| 2 | Ospreys          | 6 | 4 | 1 | 1 | 21 | 11 | 2  | 0  | 188 | 121 | +67  | 20  |
| 3 | Leicester Tigers | 6 | 3 | 1 | 2 | 23 | 10 | 3  | 1  | 187 | 123 | +64  | 18  |
| 4 | Rugby Viadana    | 6 | 0 | 0 | 6 | 6  | 42 | 0  | 0  | 83  | 295 | -212 | 0   |

### 2010-2011
La saison 2010-2011 des Leicester Tigers commence à nouveau par une poule avec des adversaires gallois, français et italiens. C'est aussi l'occasion de rentrer dans un club fermé de centenaires (en matchs) de la Coupe d'Europe, derrière le Stade toulousain et le Munster, à égalité avec le Leinster.
Coupe d'Europe :
|                  | Tour                          | Club             | Match   | Club              |     |
| ---------------- | ----------------------------- | ---------------- | ------- | ----------------- | --- |
| 9 octobre 2010   | Phase de poules, poule 5 : J1 | Benetton Trévise | 29 - 34 | Leicester Tigers  | 98  |
| 17 octobre 2010  | Phase de poules, poule 5 : J2 | Leicester Tigers | 46 - 10 | Llanelli Scarlets | 99  |
| 11 décembre 2010 | Phase de poules, poule 5 : J3 | USA Perpignan    | 24 - 19 | Leicester Tigers  | 100 |
| 19 décembre 2010 | Phase de poules, poule 5 : J4 | Leicester Tigers | 22 - 22 | USA Perpigna      | 101 |

Classement de la poule 5 :
| Rang | Équipe           | J | V | N | D | Em | Ee | Bo | Bd | Pm  | Pe  | Diff | Pts |
| ---- | ---------------- | - | - | - | - | -- | -- | -- | -- | --- | --- | ---- | --- |
| 1    | Llanelli RFC     | 4 | 3 | 0 | 1 | 13 | 16 | 3  | 0  | 126 | 122 | +4   | 15  |
| 2    | Leicester Tigers | 4 | 2 | 1 | 1 | 13 | 6  | 2  | 1  | 121 | 85  | +36  | 13  |
| 3    | USA Perpignan    | 4 | 2 | 1 | 1 | 13 | 8  | 2  | 0  | 115 | 98  | +17  | 12  |
| 4    | Benetton Trévise | 4 | 0 | 0 | 4 | 9  | 18 | 0  | 1  | 85  | 142 | -57  | 1   |

## Bilan

### Général
| Saison    | Coupes         | M.J. | Vic. | Nuls | Déf. | Poules                  | M.J. | Pts. | Vic. | Nuls | Déf. | Phases finales | M.J. | Vic. | Nuls | Déf. |
| 2010-11   | Coupe d'Europe | 6    | -    | -    | -    | -                       | -    | -    | -    | -    | -    | -              | -    | -    | -    | -    |
| 2009-10   | Coupe d'Europe | 6    | 3    | 1    | 2    | 3e de la poule 3        | 6    | 18   | 3    | 1    | 2    | éliminé        | -    | -    | -    | -    |
| 2008-09   | Coupe d'Europe | 9    | 5    | 1    | 3    | 1er de la poule 3       | 6    | 21   | 4    | 0    | 2    | finale         | 3    | 1    | 1    | 1    |
| 2007-08   | Coupe d'Europe | 6    | 3    | 0    | 3    | 2e de la poule 6        | 6    | 14   | 3    | 0    | 3    | éliminé        | -    | -    | -    | -    |
| 2006-07   | Coupe d'Europe | 9    | 7    | 0    | 2    | 1er de la poule 4       | 6    | 23   | 5    | 0    | 1    | finale         | 3    | 2    | 0    | 1    |
| 2005-06   | Coupe d'Europe | 7    | 5    | 0    | 2    | 1er de la poule 3       | 6    | 24   | 5    | 0    | 1    | 1/4 f          | 1    | 0    | 0    | 1    |
| 2004-05   | Coupe d'Europe | 8    | 5    | 0    | 3    | 2e de la poule 1        | 6    | 19   | 4    | 0    | 2    | 1/2 f          | 2    | 1    | 0    | 1    |
| 2003-04   | Coupe d'Europe | 6    | 3    | 0    | 3    | 2e de la poule 1        | 6    | 15*  | 3    | 0    | 3    | éliminé        | -    | -    | -    | -    |
| 2002-03   | Coupe d'Europe | 7    | 5    | 1    | 1    | 1er de la poule 1       | 6    | 11   | 5    | 1    | 0    | 1/4 f          | 1    | 0    | 0    | 1    |
| 2001-02   | Coupe d'Europe | 9    | 8    | 0    | 1    | 1er de la poule 1       | 6    | 10   | 5    | 0    | 1    | vainqueur      | 3    | 3    | 0    | 0    |
| 2000-01   | Coupe d'Europe | 9    | 8    | 0    | 1    | 1er de la poule 6       | 6    | 10   | 5    | 0    | 1    | vainqueur      | 3    | 3    | 0    | 0    |
| 1999-00   | Coupe d'Europe | 6    | 2    | 0    | 4    | 3e de la poule 1        | 6    | 4    | 2    | 0    | 4    | éliminé        | -    | -    | -    | -    |
| 1998-99   | Coupe d'Europe | -    | -    | -    | -    | non engagé**            | -    | -    | -    | -    | -    | non engagé     | -    | -    | -    | -    |
| 1997-98   | Coupe d'Europe | 8    | 5    | 0    | 3    | 2e de la poule A        | 6    | 8    | 4    | 0    | 2    | 1/4 f          | 2    | 1*** | 0    | 1    |
| 1996-97   | Coupe d'Europe | 7    | 6    | 0    | 1    | 1er de la poule B       | 4    | 8    | 4    | 0    | 0    | finale         | 3    | 2    | 0    | 1    |
| 1995-96   | Coupe d'Europe | -    | -    | -    | -    | non engagé              | -    | -    | -    | -    | -    | non engagé     | -    | -    | -    | -    |
| 1995-2010 | Coupe d'Europe | 97   | 65   | 3    | 29   | 1er (7), 2e (4), 3e (2) | 76   | 186  | 52   | 2    | 22   | 9/13           | 21   | 13   | 1    | 7    |

Mise à jour après la finale de l'édition 2009-2010.

*Les points de bonus ont fait leur apparition lors de l'édition 2003-2004.

**Les clubs anglais n'ont pas participé à l'édition 1998-1999 et à l'édition 1995-1996.

*** Accession au quart-de-finale après un barrage entre seconds de poule

Sources: Site officiel de l'erc

### Meilleures performances
On accède à l'article qui traite d'une édition particulière en cliquant sur le score de la finale.
| Date de la finale | Vainqueur        | Score   | Finaliste            | Lieu de la finale           | Spectateurs |
| ----------------- | ---------------- | ------- | -------------------- | --------------------------- | ----------- |
| 25 janvier 1997   | CA Brive         | 28 - 9  | Leicester Tigers     | Arms Park, Cardiff          | 41 664      |
| 19 mai 2001       | Leicester Tigers | 34 - 30 | Stade français Paris | Parc des Princes, Paris     | 44 000      |
| 25 mai 2002       | Leicester Tigers | 15 - 9  | Munster              | Millennium Stadium, Cardiff | 74 600      |
| 21 mai 2007       | London Wasps     | 34 - 30 | Leicester Tigers     | Twickenham, Londres         | 81 076      |
| 23 mai 2009       | Leinster Rugby   | 19 - 16 | Leicester Tigers     | Murrayfield, Édimbourg      | 66 523      |

### Analyse
Le tableau suivant présente l'ensemble des rencontres européennes des Leicester Tigers qui peuvent être analysées selon divers critères : l'adversaire, la nationalité de l'adversaire, les séries victorieuses, les succès à l'extérieur... Les matchs nuls apparaissent en couleur verte, les défaites des Tigres en jaune. Pour connaître les adversaires de Leicester qui l'ont battu par nation, un tri est fait sur la colonne adversaire, puis pays, enfin résultat.
Au 31 décembre 2009, les Leicester Tigers comptent 28 défaites en 95 rencontres, treize contre des clubs français, huit contre des provinces irlandaises, trois contre des clubs gallois, deux contre des clubs ou des franchises écossaises, enfin deux contre des clubs anglais.
Dans les duels contre les clubs français, les Tigres comptent 20 victoires et 13 défaites. Ils ont rencontré neuf clubs français différents. Le bilan est équilibré avec le Stade français Paris (3 victoires, 3 défaites) comme avec le Stade toulousain (4 victoires, 4 défaites). Ce sont les provinces irlandaises qui posent le plus de problèmes à Leicester qui compte une victoire et une défaite contre l'Ulster, deux victoires et deux défaites contre le Munster, cinq victoires et cinq défaites contre le Leinster, soit un bilan équilibré de huit victoires et huit défaites pour Leicester.
Dans les oppositions avec les représentants du pays de Galles, sur 19 rencontres, Leicester a engrangé quatorze victoires contre trois défaites et trois matchs nuls (les trois concédés par Leicester !). Les Anglais ont affronté à huit reprises des Écossais avec deux défaites pour six victoires. Enfin, Leicester compte onze victoires contre des équipes italiennes, cinq victoires contre des clubs anglais pour deux défaites.
Les Leicester Tigers ont réussi une série de onze victoires d'octobre 2000 à janvier 2002 pour un bilan de deux titres en deux ans. La plus mauvaise série est une série de deux défaites.
Les Tigres ont perdu huit fois à la maison.

### Meilleurs marqueurs d'essais des Leicester Tigers
1. Geordan Murphy, 22 essais en 63 rencontres (1999-2003, 2004-2009)
2. Leon Lloyd, 19 essais en 50 rencontres (1996-1998, 1999-2007)

### Meilleur réalisateur des Leicester Tigers
1. Andy Goode, 406 points en 46 rencontres (1999-2002, 2004-2008)
2. Tim Stimpson, 358 points en 27 rencontres (1999-2003)

### Plus grands nombres de matchs joués avec les Leicester Tigers
1. Martin Corry, 69 rencontres (1997-1998, 1999-2009).
Ben Kay et Geordan Murphy, 63 rencontres, Graham Rowntree, 59 rencontres, Austin Healey, 53 rencontres, Martin Johnson, 51 rencontres, Leon Lloyd, 50 rencontres, Neil Back, 49 rencontres.